# Jeju Air
Jeju Air (koreanisch 제주항공) ist eine südkoreanische Billigfluggesellschaft mit Sitz in Jeju-si und Basis auf dem Flughafen Jeju.

## Geschichte
Jeju Air wurde 2005 von der Regierung der Insel Jejudo und dem Konsumgüterkonzern Aekyung gegründet. 2016 war Jeju Air eine treibende Kraft bei der Gründung des ersten Bündnis von Billigairlines Value Alliance. Die Inselregierung hält im Herbst 2018 7,8 Prozent und der Konzern 59,9 Prozent der Gesellschaft.

## Flugziele
Jeju Air bietet von Jeju aus Inlandsflüge sowie internationale Strecken nach China, Hongkong, Japan, Russland, Guam, Laos, Macau, Malaysia, Mongolei, den Nördlichen Marianen, Philippinen, Thailand und Vietnam an.

## Flotte
Mit Stand Mai 2025 besteht die Flotte der Jeju Air aus 42 Flugzeugen mit einem Durchschnittsalter von 14,5 Jahren:
| Flugzeugtyp       | Anzahl | bestellt | Anmerkungen                             | Sitzplätze (Business/Eco) | Durchschnittsalter |
| ----------------- | ------ | -------- | --------------------------------------- | ------------------------- | ------------------ |
| Boeing 737-800    | 36     |          | mit Winglets ausgestattet; eine inaktiv | 189 (-/189) 174 (12/162)  | 16,0 Jahre         |
| Boeing 737-800BCF | 02     |          | mit Winglets ausgestattet; inaktiv      | Cargo                     | 16,0 Jahre         |
| Boeing 737 MAX 8  | 04     | 36       | + 10 Optionen                           | 189 (-/189)               | 01,0 Jahre         |
| Gesamt            | 42     | 36       |                                         |                           | 14,5 Jahre         |

### Aktuelle Sonderbemalungen
| Flugzeugtyp    | Luftfahrzeugkennzeichen | Bemalung        | Zeitraum          | Bild |
| -------------- | ----------------------- | --------------- | ----------------- | --- |
| Boeing 737-800 | HL8322                  | „Gangneung“     | seit Oktober 2024 | |
| Boeing 737-800 | HL8336                  | „Andong, Korea“ | seit April 2023   | Bild gesucht Die Wikipedia wünscht sich an dieser Stelle ein Bild. Weitere Infos zum Motiv findest du vielleicht auf der Diskussionsseite . Falls du dabei helfen möchtest, erklärt die Anleitung , wie das geht. |

### Ehemalige Flugzeugtypen
- De Havilland DHC-8-400

## Zwischenfälle
Am 29. Dezember 2024 verunglückte eine Boeing 737-800 der Jeju Air auf dem Flughafen Muan. Das Flugzeug landete mit eingefahrenem Fahrwerk, kollidierte nach der Bruchlandung mit einer Mauer und explodierte anschließend. An Bord befanden sich 175 Passagiere sowie 6 Besatzungsmitglieder, von denen zwei Besatzungsmitglieder überlebten (siehe auch Jeju-Air-Flug 2216). Bereits am Tag darauf hatte die Airline bei einer weiteren Maschine Fahrwerkprobleme, woraufhin das Verkehrsministerium eine Überprüfung aller Flugzeuge des Typs Boeing 737-800 im Land ankündigte.